# 土井香苗
土井 香苗（どい かなえ、1975年（昭和50年）8月22日 - ）は、日本の弁護士。ヒューマン・ライツ・ウォッチ東京ディレクター。

## 略歴
- 神奈川県横浜市生まれ。桜蔭中学校・高等学校卒業。社会的な活動、特に国際協力の分野に興味があったため、国際関係学科への進学を希望していたが、親の希望により、東京大学文科一類に進学[1]。東大法学部では川人博のゼミに所属[1]。東京大学法学部卒業[2]。弁護士、薬剤師、元衆議院議員の林原由佳は桜蔭中・高、東大の同級生。
- 1996年、伊藤真の資格試験予備校に通い、東大在学中に司法試験に合格[3]。
- 1997年、ピースボートの地球一周クルーズに参加。その途中で立ち寄ったアフリカで一番新しい独立国・エリトリアの実情を目の当たりにし、自らボランティアを志願。
- 1998年、ピースボート代表の吉岡達也とともにエリトリアの法務大臣に面会。大学4年時には単身エリトリアに渡り、同国で法律改正委員会調査員として刑法に関するリサーチ作業に従事（現在のエリトリアでの刑法は改正され、イサイアス大統領の独裁政権の下で強制労働などが横行している）。
- 帰国後、司法修習（53期修習生）。もともとは検事志望だったが、検事職に「女性枠」があると知り、修習終了後に同期の司法修習生有志と共に女性枠撤廃運動を始める。その時の経緯は『司法修習生が見た裁判のウラ側』にまとめられている。

- 2000年、弁護士登録後に東京駿河台法律事務所に所属。普段の業務の傍ら、難民の人権保護活動、反戦運動「イラク国際戦犯民衆法廷」の検事役として活動。
- 2005年、法律事務所の所長である上柳敏郎弁護士のすすめで、通常の試験を受け、ニューヨーク大学ロースクールで1年間の留学生活を送り、国際法の修士号を取得。その後さらに1年、国際人権NGOヒューマン・ライツ・ウォッチでフェローとなる。

## 人物・活動
- ヒューマン・ライツ・ウォッチの東京ディレクターとして活動している。
- 児童養護施設における人権侵害など、日本国内の人権問題についても取り組んでいる。
- 自宅が「渡辺篤史の建もの探訪」で紹介されたことがある[4]。
- 反レイシズム団体しばき隊の幹部で弁護士の神原元の内縁の妻でもある。
- 自由法曹団東京支部員[5]。
- カウンターデモに関して、「困っているマイノリティの人々に大きな勇気を与えるもの」、「心の支えになったという人が大勢います。」と乙武洋匡と対談した際、語った[6]。
- 「親はすぐにカーッとなり、それを人に向けて爆発させてしまうところがある」ため、両親が不和になった、と田原総一朗との対談で語った。また、数学が苦手だったという[7]。
- 自らの“人権”に目覚めた後、怒りの矛先が日本政府に対して向かっているという。日本の外務省に関し「ムカつきますよね。何でワタシの国ってこんななんだろうって…」と語った[8]。
- 活動の原点は、日本政府の難民に対する「あまりにもひどい」という怒りだという。2002年4月当時、しんぶん赤旗の取材に対して、日本を「難民虐待国」と評した。また、日本国憲法第9条の「すばらしさ」について語り、日本が有事法制を整備することに反対している。コスタリカに関しては、「軍隊を持たないかわりに、民衆に積極的な平和を求める強い力」等と述べた[9]。
- はすみとしこの作品『そうだ難民しよう! はすみとしこの世界』（2015年12月、青林堂）の出版発売に対し、2015年12月21日に辛淑玉らと非難の記者会見を開催した[10]。

## 著書
- ようこそ"と言える日本へ" 弁護士として外国人とともに歩む（2005年8月27日、岩波書店）ISBN 978-4000254526
- 巻き込む力（2011年1月20日、小学館）ISBN 978-4093881654

### 共著
- 司法の現実に驚いた53期修習生の会『司法修習生が見た裁判のウラ側―修習生もびっくり!司法の現場から』（2001年12月、現代文化社）ISBN 978-4877980689
- ヒューマンライツナウ『人権で世界を変える30の方法』（2009年6月、合同出版）ISBN 978-4772604376
- メッセージプロジェクト／編『100番目のメッセージ』（2011年2月3日、かんき出版）ISBN 978-4761267292

## テレビ
- 朝日ニュースター 『ニュースの深層』 水曜日メインキャスター （2010年3月 - ）
- 地球ドキュメント ミッション（NHK-BShi、2010年4月4日 - ）

## ラジオ
- Jam the WORLD 金曜日担当（ J-WAVE、2012年10月5日 -2013年3月29日 ）

## インターネットテレビ
- 2012年6月1日：ニコニコ生放送にて黒井文太郎、青山弘之と対談[11]。